# Château de Briona
Le château de Briona est un château italien, propriété des Marquis Solaroli qui domine la plaine environnante et la ville de Briona à ses pieds, dans la région du Piémont. 

## Histoire
La première preuve de la présence d'un bâtiment fortifié à cet endroit remonte à 1140, quand il est devenu la propriété de Guido III de Biandrate, bien qu'il y eut déjà une garnison pendant la domination des Lombards. Grâce à sa position stratégique, on pouvait contrôler la route conduisant à Novare depuis le nord-ouest.
En 1356, le château est devenu une possession des Visconti et,  en 1363, il subit le saccage de la Compagnia Bianca d'Albert Sterz, luttant contre Galéas II Visconti.
En 1449, Francesco Sforza, duc de Milan, a donné le pays et le « castrum » en fief à Giovanni Tornielli qui s'y installe avec son fils Melchior. Il élargit le complexe avec la construction de la forteresse.
En 1488, la propriété passa à Manfredo, fils de Melchior, qui s'allie aux Français contre Ludovic Sforza. Tout d'abord le duc de Milan prit le meilleur et Manfredo a été jugé et sa propriété confisquée. En 1499, une nouvelle expédition militaire contre la Lombardie réussit, Ludovic tombe et les Tornielli retrouvent la possession de la forteresse.
En 1583, le comte Manfredo II Tornielli disparaît sans descendant masculin. En 1653, le château passa aux marquis Dal Pozzo d'Annone, des parents des Tornielli, jusqu'en 1864, quand il est vendu au général Paolo Solaroli di Briona (it), à qui est décerné le titre de « Marquis de Briona » en 1867 par le roi Victor-Emmanuel II.

## Description
Le château ressemble à un quadrilatère en bon état de conservation. Au cours des siècles, il a été à plusieurs reprises retravaillé et est encore habité. Les structures remontent principalement aux XIVe et XVe siècles; l'aspect actuel, selon toute vraisemblance lui a été donné à la fin du XVe siècle par le Marquis Manfredo I Tornielli. La cour est entourée d'un toit à la hauteur du premier étage, soutenu par des voûtes posant sur un pilier central. Au rez-de-chaussée se trouvent la salle capitulaire et la crypte. La structure est dominée par une grande tour avec un colombier et est entourée d'un parc.

## Source de la traduction
- (it) Cet article est partiellement ou en totalité issu de l’article de Wikipédia en italien intitulé « Castello di Briona » (voir la liste des auteurs).